# Winfred Yavi
Winfred Yavi (31 de dezembro de 1999) é uma atleta bareinita nascida no Quênia, campeã olímpica e mundial dos 3000 m c/ obstáculos. 
Em 2023 ela conquistou o titulo de campeã mundial vencendo a prova no Campeonato Mundial de Atletismo realizado em Budapeste, Hungria. Em setembro do mesmo ano, durante a disputa da final da Diamond League em Eugene, ela fez a então segunda melhor marca da história da prova – 8:50:66.
Conquistou a medalha de ouro em Paris 2024, estabelecendo novo recorde olímpico com a marca de 8:52.76. Três semanas depois venceu a prova no Golden Gala, etapa da Diamond League em Roma, Itália, com o tempo de 8:44:39, o segundo mais rápido da história e apenas 0.07 centésimos superior ao recorde mundial.